# Городецький Василь Васильович
Городецький Василь Васильович (нар. 23 грудня 1934, с. Залелія, Царичанський район Дніпропетровської області, Україна) — генерал-майор авіації Збройних сил СРСР, військовий льотчик-снайпер, заслужений військовий льотчик СРСР, депутат Миколаївської міської ради чотирьох скликань, почесний громадянин міста Миколаєва і селища Полігон.

## Біографія
Народився 23 грудня 1934 року у селі Залелія Царичанського района Дніпропетровської області.
Після закінчення школи у 1951 році за комсомольською путівкою вирушив до Миколаєва для вступу до Військово-морського мінно-торпедного авіаційного училища імені С. О. Леваневського, яке закінчив у 1955 році. В училищі освоїв літаки Як-18, Іл-4 та Іл-28.
Після закінчення училища опановував аеродроми Криму — Саки, Гвардійське, Веселе, повітряні простори Таврії та Чорного моря. Там же пройшов шлях від льотчика літака Іл-28 до командира загону літака Ту-16, освоїв усі види бойового застосування за мінімуму погоди вдень і вночі.
Учасник міжфлотського маневру з Криму на Далекий Схід із двома дозаправками в повітрі.
Навчався у Військово-морській академії імені М. Г. Кузнєцова, а після її закінчення служив у частинах ВПС Тихоокеанського флоту на аеродромах Кневичі, Єлізово та Пристань на посадах від заступника командира авіаескадрильї до командира 50-го окремого гвардійського далеко-розвідувача.
Після розформування 50-ї ОГДРАП був призначений до 33 центру бойової підготовки та переучування льотного складу морської авіації імені Преображенського командиром 540 морського ракетоносного (інструкторсько-дослідницького) авіаполку. Інструкторським складом підготовлено понад 600 льотчиків та штурманів на літаку Ту-16 та перевчено п'ять авіаполків до рівня бойових на літаках Ту-22М2, виконуючи по п'ять-сім льотних змін на тиждень.
За освоєння нової авіаційної техніки у 1976 році Городецькому було присвоєно почесне звання «Заслужений військовий льотчик СРСР», а за бездоганну службу у збройних силах нагороджено двома орденами та 16 медалями.
Після 540 МРАП, у 1983 році, був призначений заступником начальника 33 центра бойової підготовки в Миколаєві, де до кінця 1980-х років було чотири авіаційні полки, дві окремі авіаескадрильї, центр корабельної авіації та наземний тренажер «Нитка».
Брав участь у формуванні 100-го винищувального корабельного полку, який став базуватися на авіаносному кораблі «Адмірал флоту Кузнєцов».
За період служби освоїв сім типів літаків: Як-18, Іл-4, Іл-28, Ту-4, Ту-104, Ту-16, Ту-22М і налітав більше 3500 годин.
Вже демобілізованому з лав збройних сил йому було присвоєно військове звання генерал-майора авіації Збройних сил СРСР постановою постійного президії з'їзду народних депутатів СРСР № 1301 від 18 листопада 1989 року. Учасник п'яти повітряних парадів у Москві, Ленінграді, Севастополі, а також в Індонезії (Джакарта та Мадіун), де надавав допомогу у звільненні Західного Ірану (Пануа Нова Гвінея).
Обирався депутатом Миколаївської міської ради IV скликання, де представляв інтереси військовослужбовців і ветеранів морської авіації. Є головою Ради ветеранів ветеранської організації «Леваневці» та депутатом Миколаївської міської ради чотирьох скликань.

## Нагороди
- Орден Червоної Зірки;
- Орден «За службу Батьківщині у Збройних Силах» III-ступеня;
- Звання «Заслужений військовий льотчик СРСР» (1976);
- Звання «Почесний громадянин міста Миколаєва» (2006).